# Wobbly Rail
Wobbly Rail is een Amerikaans platenlabel voor free jazz en geïmproviseerde muziek, gevestigd in Chapel Hill. Musici wier werk op het label uitkwam zijn onder andere Wadada Leo Smith, Steve Lacy, Jeb Bishop, Ken Vandermark (in diverse bezettingen), Whit Dickey en Georg Graewe.